# Жестокое обращение (фильм)
«Жестокое обращение» (англ. Manhandled) — фильм нуар режиссёра Льюиса Р. Фостера, который вышел на экраны в 1949 году.
Фильм поставлен по роману Л. С. Голдсмита 1945 года «Человек, который украл сон». Фильм рассказывает о расследовании ограбления и убийства богатой жены одного из пациентов психиатра (Гарольд Вермилья), которое ведут детектив полиции (Арт Смит) и страховой следователь (Стерлинг Хэйден), подозревая в совершении преступления сначала мужа убитой (Алан Напье), а затем секретаршу врача (Дороти Ламур). Между тем разгадка преступления связана с кошмарным сном пациента, который решают использовать в своих корыстных целях, как сам психиатр, так и случайно узнавший о нём частный детектив (Дэн Дьюриа).
Подобно фильмам нуар «Шок» (1946), «Аллея кошмаров» (1947), «Бессмысленный триумф» (1948), «За закрытыми дверями» (1948), «Водоворот» (1950), «Шарф» (1951), «Суд — это я» (1953) и «Свидетель убийства» (1954) одним из ключевых персонажей картины является психиатр или психоаналитик, который использует свои профессиональные навыки в преступных целях.
Критика отметила хорошую актёрскую игру исполнителей главных ролей в картине, вместе с тем посчитав саму историю слишком запутанной и неубедительной.

## Сюжет
В Нью-Йорке на приёме у психиатра доктора Редмана (Гарольд Вермилья) писатель Олтон Беннет (Алан Напье) рассказывает ему о повторяющемся ночном кошмаре, в котором он из ревности к молодому красивому архитектору Гаю Байарду (Филлип Рид) убивает свою молодую и богатую жену Рут (Айрин Херви), ударив её по голове тяжёлой бутылочкой с духами. Секретарша психиатра Мерл Крамер (Дороти Ламур) ведёт запись сеанса, в ходе которого Беннет отрицает, что мотивом убийства жены могли стать её драгоценности стоимостью 100 тысяч долларов, хотя и признаёт, что его гонорары не столь велики для поддержания своего высокого уровня жизни, так как он занимается серьёзной литературой. Доктор Редман, проявляя озабоченность ситуацией, просит Беннета этим же вечером пригласить к нему для беседы Рут. Вернувшись домой, Беннет узнаёт, что издатели отказываются выплатить ему аванс за его книгу. При этом Рут в очередной раз проводит время в компании Байарда, которому она заказала проект нового пляжного дома, где, по её мнению, мужу было бы комфортнее работать. Тем же вечером дома Мерл вежливо пресекает попытки сближения со стороны своего соседа по пансиону, бывшего копа и частного детектива Карла Бенсона (Дэн Дьюриа), воспринимая его исключительно как к друга. После того, как Мерл Карлу рассказывает о Беннете, тот незаметно похищает из её сумочки ключи от кабинета Редмана и делает себе дубликат у знакомого слесаря и скупщика краденного по имени Чарли, мастерская которого расположена в их доме. Когда вечером Мерл снова направляется на работу для записи беседы с Рут, Карл провожает её до здания, где расположен кабинет психиатра, а затем дожидается приезда Рут. Когда та подъезжает на автомобиле и в сопровождении Байарда заходит в здание, Карл списывает её домашний адрес с регистрационной карточки под стеклом её автомобиля.
На следующий день Карл приходит к Чарли, предлагая ему драгоценности Рут. Чарли покупает у Карла только самые неприметные украшения за 1100 долларов, заявляя, что остальные драгоценности сделаны по индивидуальному заказу и связываться с ними слишком опасно, тем более, что только что было объявлено об убийстве Рут. Чарли советует немедленно избавиться от этих драгоценностей, однако вместо Карл решает спрятать их в кулере для воды в своей квартире. Затем около дома он встречает Мерл, упрашивая её положить на свой банковский счёт 1000 долларов, которые он якобы только что получил за успешное расследование, и опасается, что если деньги останутся у него на руках, то он их мгновенно потратит. Тем временем в квартиру Беннета для расследования убийства Рут прибывает детектив отдела убийств, лейтенант Доусон (Арт Смит), встречая там страхового следователя Джо Купера (Стерлинг Хэйден), в компании которого застрахованы похищенные драгоценности Рут. Полиция быстро устанавливает, что убийство было совершено в 2:30 этой ночью, и орудием убийства была бутылочка с духами. Беннет рассказывает детективам о своём ночном кошмаре, однако утверждает, что прошлой ночью спал глубоким сном, так как принял сильное снотворное, и дворецкий подтверждает его слова. Доусон и Купер ведут дальнейшее расследование фактически вдвоём, при этом если лейтенанта интересует, прежде всего, раскрытие убийства, то страхового следователя — нахождение украденных драгоценностей. Вскоре выясняется, что из кабинета Редмана пропало досье Беннета, а также что рекомендательные письма Мерл при устройстве на работу оказались поддельными. Несмотря на это, Купер не верит в виновность Мерл, даже после того, как она отказывается объяснить, почему шесть недель назад она неожиданно уехала из Калифорнии, оставив там с матерью свою трёхлетнюю дочь. Карл выясняет у Купера, что тому, кто обнаружит драгоценности, положено вознаграждение от страховой компании в размере 10 процентов от их стоимости, после чего делает вид, что отправляется на их розыск. На самом деле он берёт одно из колец Рут и подбрасывает его под сиденье кресла в комнате Мерл. Вскоре полиция получает сигнал, что кольцо было сдано в один из ломбардов, быстро выясняя, что его сдала Мерл.
Купер приглашает Мерл на ужин, выясняя у неё, что помимо офицеров полиции только Карл и Беннет, который выяснял, где бывала его жена незадолго до убийства, заходили в её квартиру перед тем, как она нашла кольцо. Она спросила у Карла и домохозяйки об этом кольце, и так те ничего о нём не знали, она сдала кольцо в ломбард, выручив 10 долларов. Поднимаясь в квартиру Мерл для обыска, полиция замечает, что там уже орудует Карл. Он объясняет, что после сообщения о найденном кольце решил поискать в её квартире и остальные драгоценности. Карл показывает Доусону найденную у Мерл банковскую книжку, на которую вчера было положено 1000 долларов, после чего детектив принимает решение арестовать Мерл. Когда Карл заходит в свою квартиру, то неожиданно для себя встречает там Редмана с оружием в руке, который говорит, что вспомнил Карла. Карл отвечает, что ему известно о том, что Редман только выдаёт себя за врача, и что это Редман убил Рут, после чего предлагает договориться. Карл рассказывает, что узнал о содержании кошмарного сна Беннета из похищенного им медицинского досье, после чего решил сам совершить ограбление. В тот момент, когда он следил за домом Рут, чтобы зайти внутрь вслед за ней, то увидел, что кто-то другой также готовится её ограбить. Когда Байард, проводив Рут, ушёл, Карл рассмотрел входящего в дом Редмана и догадался о его намерениях. Он решил дать психиатру возможность совершить ограбление, а потом ограбить его. Карл дождался Редмана у дверей квартиры Рут, а когда тот вышел, то ударил психиатра рукояткой пистолета по голове и забрал из его портфеля похищенные драгоценности. Далее Карл предлагает отвести от них обоих подозрение в преступлении, подставив Мерл. Он берётся подбросить драгоценности в квартиру девушки, и когда полиция их обнаружит, то Карл за наводку получит в качестве вознаграждения 10 тысяч долларов, которые разделят на двоих. Они расстаются, договариваясь встретиться позднее вечером.
Тем временем во время допроса Мерл в полиции выясняется, что доктор, у которого она работала в Лос-Анджелесе перед переездом в Нью-Йорк, скоропостижно скончался. Затем Мерл утверждает, что это Карл попросил её положить тысячу долларов на свой счёт в банке, однако появившийся в кабинете Доусона Карл категорически это отрицает. Затем Доусон, который продолжает допрос девушки, поручает Карлу обыскать квартиру Мерл, где могут быть спрятаны драгоценности. Карл заходит к себе, достаёт из кулера драгоценности и прячет их под обшивку кресла в комнате Мерл. В этот момент в комнате появляется Редман, и, угрожая оружием, требует отдать ему драгоценности. Забрав их, Редман запирает Карла в хозяйственной комнате, а сам выбирается из квартиры по пожарной лестнице. Высадив дверь, Карл бросается в погоню за доктором, настигая его во внутреннем дворе дома. Редман начинает стрелять в него из пистолета, однако Карл садится в автомобиль, загоняет доктора в тупик и давит его о стену. Затем Карл забирает у Редмана драгоценности, по телефону сообщая Доусону о том, что нашёл их под обшивкой кресла. Доусон выпускает Мерл, рассчитывая, что, вернувшись в свою комнату, она полезет проверить драгоценности, и тогда её можно будет арестовать с поличным. Зайдя в свою комнату, Мерл видит там Карла, который просит отдать ему 1000 долларов, на которые он наймёт для неё адвоката. Однако после того, как он в присутствии лейтенанта от них отказался, Мерл заявляет, что ни при каких условиях не вернёт ему эти деньги. Когда Карл заставляет её извлечь драгоценности из своего кресла, Мерл понимает, что это он убил и ограбил Рут, подставив её в этих преступлениях. Мерл заявляет, что всё расскажет полиции о подделанных им рекомендациях, о том, что он выудил из неё информацию о клиентах доктора Редмонда, а также о том, что он знал о драгоценностях Рут и кошмаре её мужа. Более того, Мерл угрожает добавить, что он рассказывал ей, что собирается ограбить Рут, и даже предлагал ей деньги за информацию о ней. Когда Карл понимает, что в таком случае его тоже могут осудить, он решает убить Мерл, выдав её смерть за самоубийство. Он несколько раз сильно бьёт её по лицу, лишая сознания, а затем выносит на крышу здания, намереваясь сбросить вниз. Однако в последний момент Мерл приходит в себя и кричит о помощи. Её крики слышат находящиеся у дверей здания полицейские. Когда они поднимаются на крышу, Карл делает вид, что пытался предотвратить самоубийство Мерл. Когда все возвращаются в квартиру девушки, полиция извлекает из тайника в кресле драгоценности. Купер заявляет, что все драгоценности на месте, кроме тех, которые купил Чарли. Оказывается, Чарли уже задержали, и он во всём сознался. Затем Доусон приглашает в комнату Байарда и других свидетелей, которые подтверждают, что Карл заходил в дом Беннетов в ночь убийства Рут. Когда Карл заявляет, что Рут убил не он, а Редман, Доусон отвечает ему, что Редман мёртв. Карла арестовывают, а Купер приглашает Мерл на ужин.

## В ролях
- Дороти Ламур — Мерл Крамер
- Стерлинг Хэйден — Джо Купер
- Дэн Дьюриа — Карл Бенсон
- Гарольд Вермилья — доктор Редмонд
- Арт Смит — детектив, лейтенант Билл Доусон
- Алан Напье — Олтон Беннет
- Филлип Рид — Гай Байард
- Айрин Херви — Рут, миссис Олтон Беннет
- Ирвинг Бейкон — сержант Фэйл

## Создатели фильма и исполнители главных ролей
Как пишет историк кино Лиза Мэтис, «в 1949 году студия Paramount Pictures, наряду с производством таких крупнобюджетных фильмов, как „Наследница“, „Дело Тельмы Джордон“, „Янки из Коннектикута при дворе короля Артура“ и „Самсон и Далила“, дополняла свой производственный план несколькими картинами категории В, многие из которых были произведены подразделением студии, известным как Pine-Thomas Unit». Стержнем этого подразделения, которое специализировалось на жанровых картинах малого масштаба, являлись продюсеры Уильям Пайн и Уильям Томас, которые получили прозвище «Долларовые бумажки», так как их фильмы практически всегда приносили прибыль. Пайн и Томас начали выпускать свои фильмы под эгидой Paramount с начала 1940-х годов, создав такие впечатляющие ленты, как «Слепой полёт» (1941), «Я живу в опасности» (1942), «Торнадо» (1943), «Они сделали меня убийцей» (1946) и этот фильм.
Сценарий фильма написал плодовитый детективный и криминальный автор Уитман Чемберс, который опубликовал более двадцати романов и множество рассказов. Как отмечает Мэтис, «Чемберс к тому времени уже был своим человеком в Голливуде, написав множество сценариев таких фильмов нуар», как «Тень женщины» (1946), «Большой город после заката» (1947) и «Ледяная блондинка» (1948) а также «внёс вклад без указания в титрах в сценарий классической драмы „Иметь и не иметь“ (1944)».
Как далее пишет Мэтис, «режиссёром фильма был назначен опытный Льюис Фостер, многогранный сценарист, режиссёр, композитор и автор песен с впечатляющей серией работ», включающей сатирическую комедию «Мистер Смит едет в Вашингтон» (1939) и военную комедию «Чем больше, тем веселее» (1943), которые принесли ему номинации на Оскар за лучший сценарий. Наиболее успешными режиссёрскими работами Фостера помимо этой картины стали фильм нуар «Побег из тюрьмы» (1955), вестерн «Случай в Дакоте» (1956) и семейный приключенческий фильм «Знак Зорро» (1958). Хотя Льюис снимал главным образом разнообразные фильмы категории В, тем не менее, по словам Мэтис, он «был более чем грамотным специалистом в отношении того, как сделать картину».
Остальные члены творческой группы фильма, по словам Мэтис, «также имели солидный творческий багаж». В частности, оператором картины был назначен иммигрант из Венгрии Эрнест Ласло, который начал работу в Голливуде в качестве помощника оператора ещё на фильме «Крылья» (1927). Карьера Ласло начиналась медленно, пока он делал себе имя с такими картинами, как «Два года на палубе» (1946) и «Дорогая Рут» (1947). После этого фильма Ласло получил возможность снимать такие удачные картины, как классический нуар «Мёртв по прибытии» (1950), военная драма «Лагерь для военнопленных № 17» (1953) и приключенческий триллер «Обнажённые джунгли» (1954). Позднее Ласло успешно сотрудничал с режиссёрами Робертом Олдричем (они сделали вместе вестерны «Вера Круз» (1954) и «Апач» (1954), а также фильм нуар «Целуй меня насмерть» (1955)) и Стенли Крамером на фильмах «Пожнёшь бурю» (1960), «Нюрнбергский процесс» (1961), «Этот безумный, безумный, безумный, безумный мир» (1963) и «Корабль дураков» (1965). Ласло был удостоен номинаций на Оскар за указанные выше фильмы Крамера, а также за более поздние фильмы «Фантастическое путешествие» (1966), «Звезда!» (1968), «Аэропорт» (1970) и «Побег Логана» (1976).
Как далее пишет Мэтис, «актёрский состав картин Пайна и Томаса часто не дотягивал до высшего уровня. И всё же в данном случае продюсерам удалось привлечь в картину одну из ведущих актрис Paramount, „королеву саронга“ Дороти Ламур, которая играет здесь за пределами обычной для себя комфортной территории». Очаровательная Ламур стала невероятно успешна благодаря своим ролям экзотической девушки из джунглей, и особенно в качестве партнёрши звёздного дуэта Боб Хоуп-Бинг Кросби в их серии комедийных фильмов про путешествия «Дорога в Занзибар» (1941), «Дорога в Марокко» (1942), «Дорога в Утопию» (1945) и «Дорога в Рио» (1947).
Дэн Дьюриа и Стерлинг Хейден сегодня считаются признанными иконами жанра фильм нуар. Дьюриа сыграл памятные роли в фильмах нуар Фритца Ланга «Министерство страха» (1944), «Женщина в окне» (1944) и «Улица греха» (1945), главную роль в фильме «Чёрный ангел» (1946), а также важные роли в фильмах «Крест-накрест» (1949) и «Слишком поздно для слёз» (1949), и к моменту создания этой картины был уже признанной звездой жанра. Хейден же с этим фильмом только дебютировал в нуаровом жанре, впоследствии сыграв главные роли в таких значимых фильмах, как «Асфальтовые джунгли» (1950), «Волна преступности» (1953), «Очевидное алиби» (1954), «Убийство» (1956) и «Преступление страсти» (1957).

## История создания фильма
В основу фильма положен опубликованный в декабре 1945 года роман Л.С. Голдсмита «Человек, который украл сон».
Рабочими названиями фильма были «Человек, который украл сон» и «Предательство».

## Оценка фильма критикой

### Общая оценка фильма
По словам Лизы Мэтис, после выхода фильма на экраны «обозреватели и публика нашли сюжет с участием психиатров, архитекторов, драгоценностей, убийства, писателей и беспомощной секретарши офиса слишком запутанным, чтобы картина могла произвести сильное впечатление». С другой стороны она отмечает, что «современная публика при просмотре этого сравнительно неизвестного фильма не будет разочарована, получив удовольствие в первую очередь от наблюдения за тем, как интересная группа актёров в составе Ламур, Дьюриа и Хэйдена справляется с сюжетными поворотами фильма». Однако в целом Мэтис оценивает картину как «замысловатый детектив с нуаровыми элементами», который, «несмотря на крепкую продюсерскую работу и актёрские таланты, не вполне попадает в цель». Историк жанра фильм нуар Спенсер Селби отметил «сложный характер повествования в этой картине о жестокости, краже и убийстве», Хэл Эриксон назвал картину «серьёзным фильмом нуар с хорошо подобранным актёрским составом», в котором «уровень напряжённости ни на секунду не ослабевает вплоть до самого финала», при этом Майкл Кини посчитал, что «этот путаный фильм не могут спасти даже иконы нуара Дьюриа и Хэйден».
Историк фильма нуар Боб Порфирио написал, что «с Дэном Дьюриа в главной роли преступного частного сыщика фильм мог бы стать классикой цикла триллеров о деградировавшем копе или следователе. В действительности же из-за крайне запутанного сюжета и слабой постановки фильму не хватает саспенса, и он до конца так и не может раскрыть потенциал своих персонажей и истории. Однако вступительный эпизод с описанием ночного кошмара и сцена, в которой Бенсон крушит Редмана своей машиной, довольно выразительно демонстрирует нуаровый стиль». Киновед Денис Шварц указывает, что «Фостер ставит без страсти этот непритязательный и одновременно нелепый криминальный триллер категории В». Критик отмечает, что «благодаря плотному сюжету фильм мог бы быть более напряжённым, однако режиссёр не справляется с решением драматических задач и, кроме того, вводит в него глупые и ненужные комические моменты. Это лишает фильм достоверности, в результате чего его нельзя воспринимать всерьёз в качестве фильма нуар, но при этом и смеха он тоже не вызывает». Кроме того, по мнению Шварца, «Фостеру не удаётся сделать убедительной ту серию совпадений, которые играют существенное значение для этой истории». Лучшей же сценой картины киновед считает «начальный эпизод страшного сна Напье, в котором тот совершает убийство».

### Оценка актёрской игры
Критика положительно оценила игру исполнителей главных ролей, особенно Дьюриа и Хэйдена. Как отмечает Мэтис, «в главных ролях в фильме заняты два актёра со значительной харизмой — дюжий Стерлинг Хейден играет честного и деловитого страхового следователя, а Дэн Дьюриа — преступного бывшего копа, ставшего частным детективом. Это была одна из первых работ Хэйдена, который не появляется на экране почти до середины картины», и, по мнению Мэтис, «вынужден страдать от плохо написанной роли, которая не использует его сильные стороны». Что же касается Дьюриа, который уже обладал «весомым набором впечатляющих ролей до этой картины, то он как обычно играет отрицательного персонажа со своим особым неотразимым смаком». Мэтис считает, что «роль нахального, коррумпированного частного детектива идеально подходит для Дьюриа. Его образ дополняется плотоядным романтическим вниманием к Дороти Ламур, с которой он заигрывает ради получения служебной информации, а также шокирующим убийством с помощью автомобиля, которое он совершает, продолжая нагло чавкать своей фирменной жевательной резинкой». При этом, как пишет Мэтис, «несмотря на популярность Дороти Ламур, никто не хотел видеть её в роли обычной секретарши, хотя она и выдаёт грамотную игру».